# Palczewo (województwo pomorskie)
Palczewo (niem. Palschau, dawniej Palszewo) – wieś w Polsce położona w województwie pomorskim, w powiecie nowodworskim, w gminie Ostaszewo na obszarze Żuław Wiślanych.

## Historia
Pierwsza wzmianka o wsi pochodzi z 1321 r. Prawa chełmińskie nadał wsi wielki mistrz krzyżacki Ludolf König von Wattzau w 1344 roku osadzając na 40 włókach ziemi Dythericha Schoteisa wraz z towarzyszami. Przez Palczewo biegł w XIV wieku trakt handlowo-komunikacyjny z Gdańska do Elbląga. Istniała też przeprawa promowa do Steblewa, zlikwidowana w 1945 r. Obecnie wieś liczy 286 mieszkańców.
Wieś królewska położona była w II połowie XVI wieku w województwie malborskim.
Palczewo leży nad Wisłą, tuż przy wale przeciwpowodziowym, 14 km od Tczewa i 24 km od Malborka.
W latach 1975–1998 miejscowość położona była w województwie elbląskim.

## Zabytki
W Palczewie znajdują się następujące obiekty zabytkowe wpisane do rejestru zabytków:
- Drewniano-ceglany wiatrak "holender", przemiałowy z przełomu XVIII i XIX w. Jest dużą atrakcją turystyczną wsi. Już przed drugą wojną światową obiekt został uznany za zabytek techniki, używany był jednak jeszcze przez kilka lat po wojnie. Posiada konstrukcję drewniano-ceglaną, z ceglaną, przejezdną podstawą, w której znajdują się pomieszczenia magazynowe. Ośmioboczne ściany oraz obracana czapa pokryte są gontem. Czapa wiatraka obraca się w stronę wiatru za pomocą zamontowanego w niej wiatraczka[6]. Wewnątrz wiatraka zachowały się niektóre urządzenia młynarskie. Obiekt 6-kondygnacyjny (parter - 93 m kw., I piętro - 75, II piętro - 62, III piętro - 46, IV piętro - 36, V piętro - 36 m kw.).
- Poewangelicki drewniany kościół Matki Bożej Częstochowskiej zbudowany w 1712. Jest to jedyny drewniany kościół na Żuławach. Na dwuspadowym dachu pokrytym gontem umieszczona jest wieżyczka. Wewnątrz kościoła znajdują się niezwykle cenne barokowe organy z 1687 r., ołtarz z 1754 r. oraz polichromowane ściany[7].

## Galeria

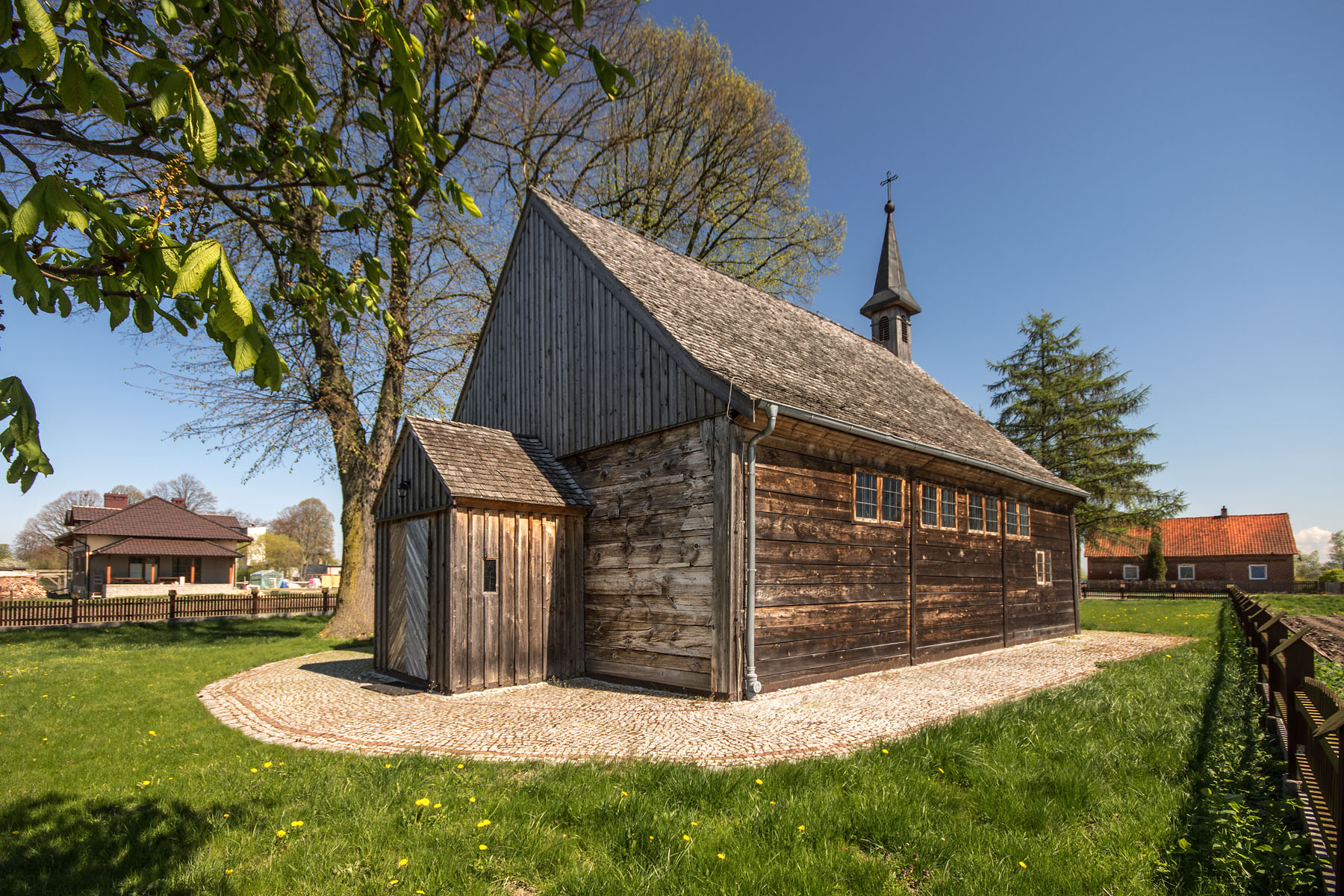
Kościół Matki Boskiej Częstochowskiej
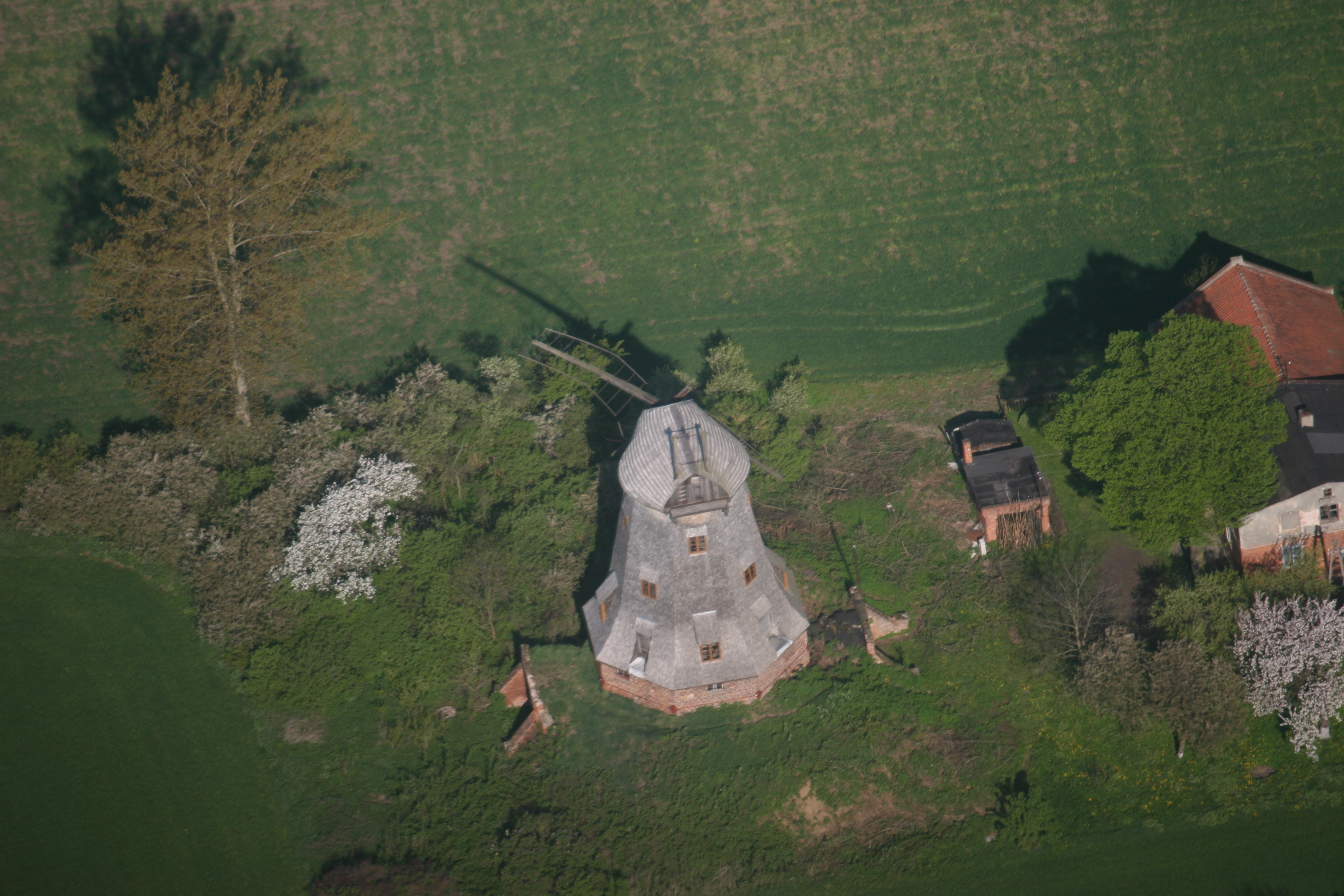
Wiatrak z lotu ptaka